# Rufi Etxeberria
Rufino Etxeberria Arbelaitz (Oyarzun, Guipúzcoa, 22 de abril de 1959), conocido como Rufi Etxeberria y apodado 'el Holandés', es un político español vinculado a la izquierda abertzale. Ha formado parte de las direcciones de Sortu (2017-2022), Batasuna (2001-2003) y Herri Batasuna. Fue miembro de la banda terrorista ETA desde 1980.

## Biografía
Se incorporó a las Gestoras Pro Amnistía en 1977 y en 1980 Txomin Iturbe le propuso ingresar en el 'comando Txirrita' de Euskadi Ta Askatasuna (ETA). Se le atribuyó participar en un asesinato en 1980, pero quedó libre sin cargos. En 1981 fue detenido y condenado a dos años de prisión por colaboración con ETA. En 1985 comenzó a militar en Herri Batasuna (HB) y pronto empezó a ocupar puestos de relevancia. En 1987 fue elegido miembro de las Juntas Generales de Guipúzcoa por HB y en 1997 pasó a integrar la Mesa Nacional de este partido de la izquierda abertzale.
Fue detenido en otras cuatro ocasiones en los procedimientos abiertos contra HB y Batasuna, la primera de ellas en 1997 cuando el juez de la Audiencia Nacional, Baltasar Garzón, procesó a 23 miembros de la Mesa Nacional de Herri Batasuna. En 2007 fue encausado en el sumario de las «herriko tabernas» y el 7 de septiembre de 2009 salió de prisión al tiempo que el dirigente abertzale Arnaldo Otegi, al que le une gran sintonía política y estratégica, había ingresado en prisión por el caso Bateragune. A partir de entonces solía ejercer públicamente, junto a Txelui Moreno, Marian Beitialarrangoitia y Santi Kiroga, la representación de la izquierda abertzale ilegalizada.
Fue uno de los firmantes del acuerdo estratégico entre Eusko Alkartasuna y la izquierda abertzale en junio de 2010 y, tras el alto el fuego de ETA ese mismo año, Etxeberria ha participado activamente dentro de la izquierda abertzale apoyando tanto la Declaración de Bruselas como el Acuerdo de Gernika y la Conferencia Internacional de Paz de San Sebastián, que fueron la antesala del cese definitivo de la actividad armada de ETA en octubre de 2011.
El 21 de enero de 2017 fue elegido para formar parte de la dirección de Sortu, encabezada por Arnaldo Otegi, junto con los otros condenados por el caso Bateragune.